# Polvo intergaláctico
El polvo intergaláctico es polvo cósmico entre galaxias en el espacio intergaláctico. Se sugirió evidencia de polvo intergaláctico ya en 1949, y su estudio creció a finales del siglo XX. Existen grandes variaciones en la distribución del polvo intergaláctico. El polvo puede afectar las mediciones de distancia intergaláctica, como las supernovas y los cuásares en otras galaxias.
El polvo intergaláctico puede formar nubes de polvo intergaláctico, que se sabe que existen alrededor de algunas galaxias desde la década de 1960. En la década de 1980, se habían descubierto al menos cuatro nubes de polvo intergalácticas dentro de varios megaparsecs (Mpc) de la galaxia de la Vía Láctea, ejemplificada por la nube de Okroy. 
En febrero de 2014, la NASA anunció una base de datos muy actualizada para el seguimiento de hidrocarburos aromáticos policíclicos (HAP) en el universo. Según los científicos, más del 20% del carbono en el universo puede estar asociado con HAP, posibles materiales de partida para la formación de la vida. Los HAP parecen haberse formado ya dos mil millones de años después del Big Bang, están muy extendidos en todo el universo y están asociados con nuevas estrellas y exoplanetas.